# Harviestoun Brewery

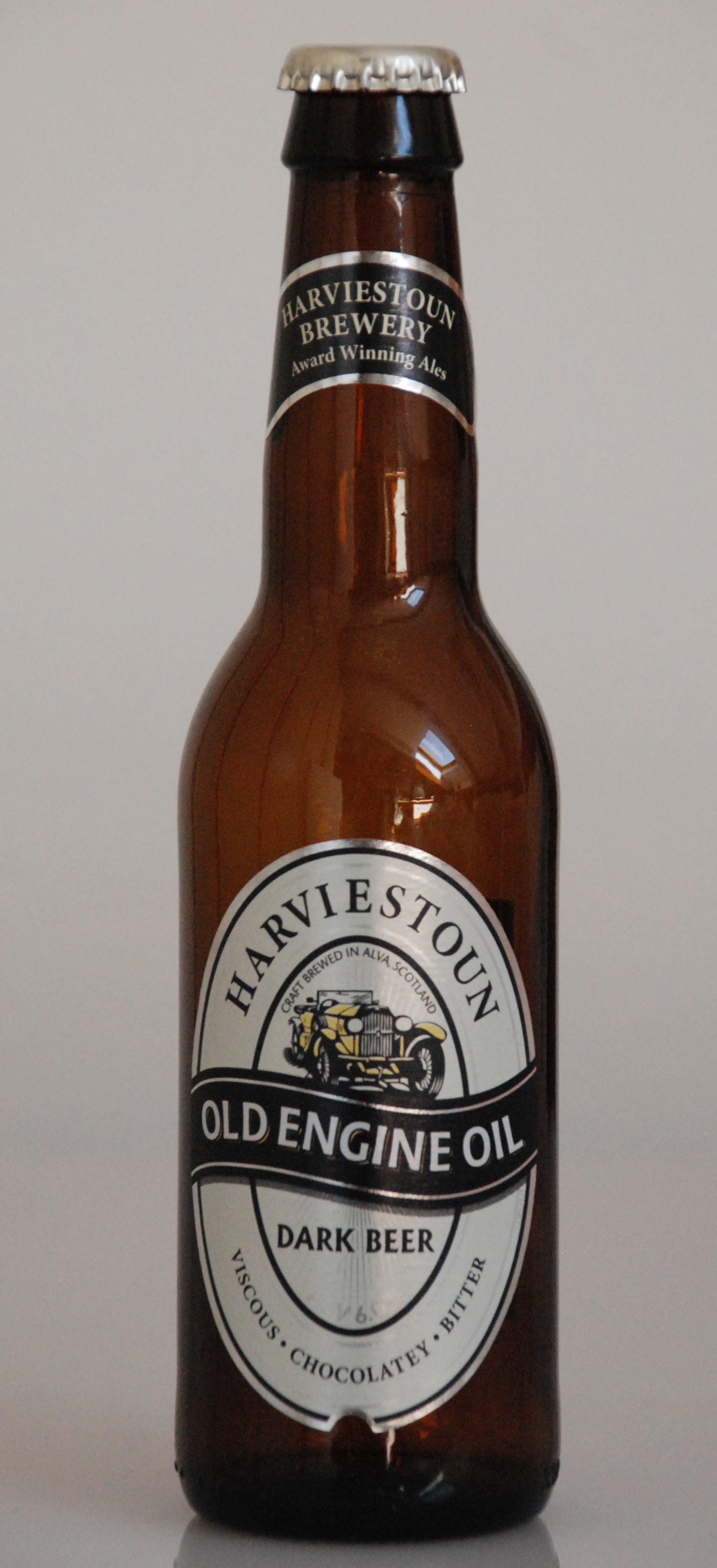
Old Engine Oil

Harviestoun Brewery è un birrificio situato ad Alva, nel Clackmannanshire, in Scozia.

## Storia
Il birrificio è stato fondato nel 1984 da Ken Brooker in un fienile di pietra vecchio 200 anni in una fattoria all'interno della tenuta di Harviestoun, situata fra Tillicoultry e Dollar, nel Clackmannanshire. Nel 2004 il birrificio si è spostato nell'Alva Industrial Estate, nella vicina Alva.
Nel 2006 la Caledonian Brewery ha acquistato il birrificio, ma nel 2008, in seguito all'acquisizione da parte di Scottish & Newcastle della Caledonian Brewery, Harviestoun Brewery torna di nuovo indipendente, acquistato da un gruppo di dirigenti della Caledonian.

## Birre

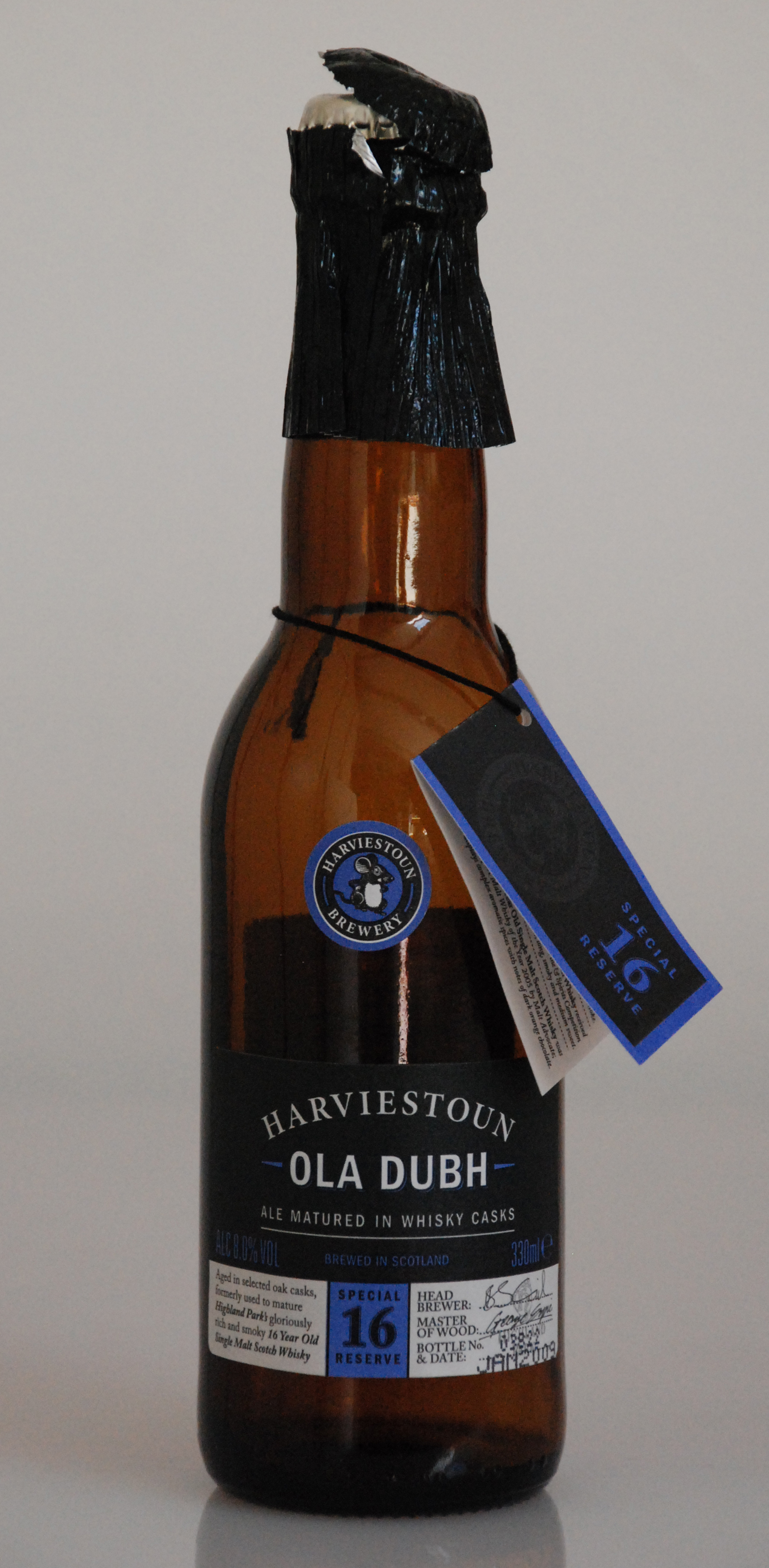
Ola Dubh 16

### Serie regolare
- Bitter & Twisted, 3,8% vol
- Schiehallion, 4,8% vol; prende il nome dal monte Schiehallion.
- Haggis Hunter's Ale, 4,3% vol
- Natural Blonde, 4% vol
- Old Engine Oil, 4,5% vol

### Birre di produzione discontinua
- Ptarmigan, 4,5% vol
- Ola Dubh; in gaelico scozzese letteralmente "olio nero", è una variante speciale della Old Engine Oil che è stata lasciata invecchiare in botti di whisky della distilleria Highland Park delle Isole Orcadi.
- Wild Hop IPA